# Calotta glaciale groenlandese

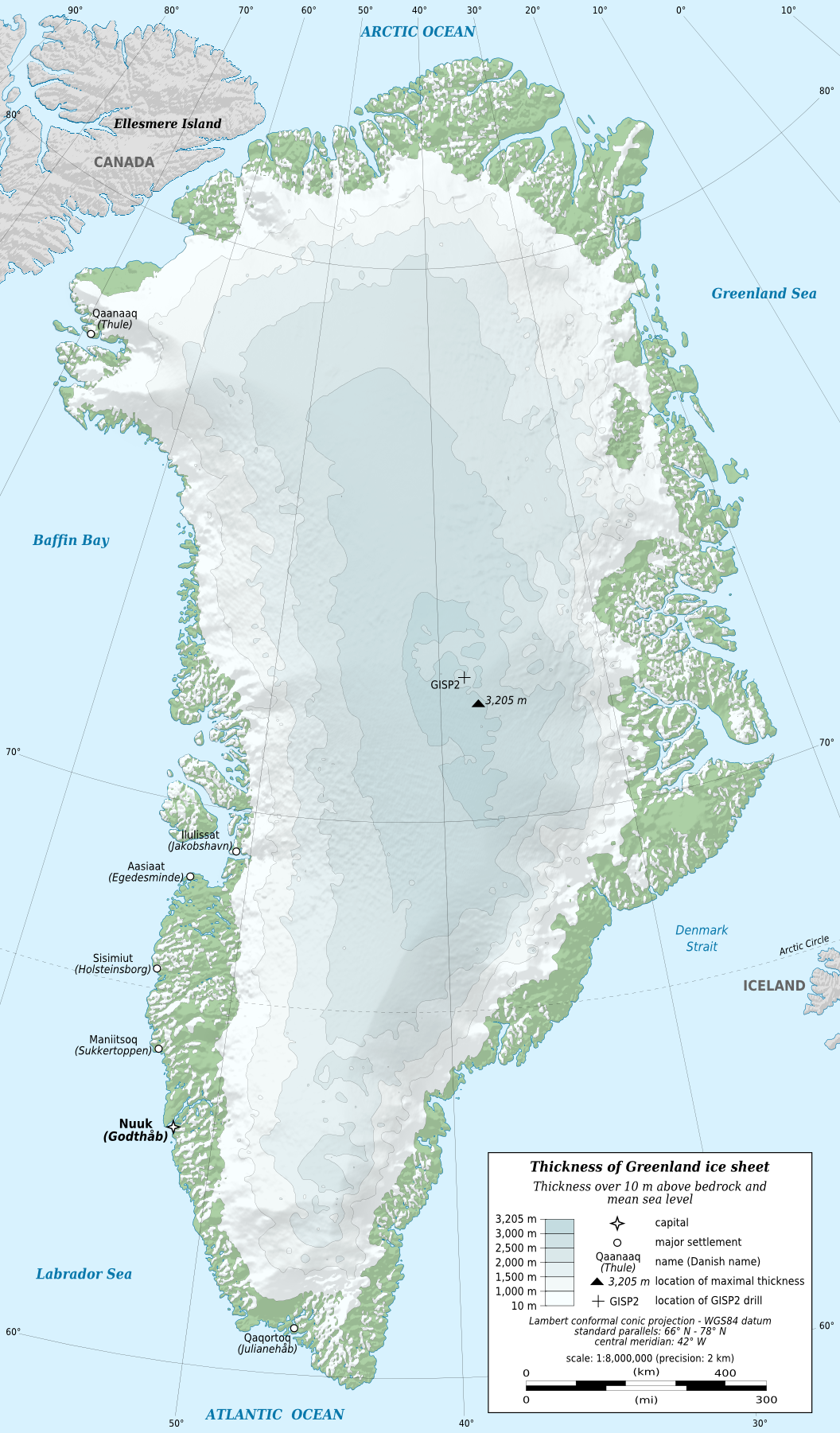
In questa mappa della Groenlandia è riportato anche lo spessore delle diverse aree della calotta.

La calotta glaciale groenlandese (detto anche plateau groenlandese) copre circa l'80% della Groenlandia e, con un'area di circa 1,71 milioni di chilometri quadrati e un volume di 2,9 milioni di chilometri cubi, equivalenti a circa il 6,7% di tutta l'acqua dolce della Terra, è il secondo corpo di ghiaccio più grande del pianeta dopo la calotta glaciale antartica, estendendosi per quasi 2900 km in direzione nord-sud con una larghezza massima di 1100 km raggiunta alla latitudine di 77° N e uno spessore medio di circa 1,67 km.
Sebbene in Groenlandia siano presenti grandi ghiacciai e calotte glaciali isolate da almeno 18 milioni di anni, l'esistenza di un'unica calotta glaciale coprente la maggior parte dell'isola risale a circa 2,6 milioni di anni fa. Da allora, l'estensione della calotta è variata molto nel tempo, arrivando a essere significativamente più grande di adesso ma anche a veder ridurre del 10% il suo volume in almeno un'occasione. Rilevamenti e carotaggi hanno oggi rilevato che la calotta groenlandese è più calda di quanto non lo sia stata negli ultimi mille anni e che sta perdendo massa a un ritmo più veloce di quanto mai avvenuto negli ultimi 12 000 anni.
Ogni estate, parti della superficie della calotta fondono e dalle scogliere di ghiaccio precipitano in mare enormi pezzi di ghiaccio. Normalmente, tale perdita di massa glaciale verrebbe completamente ricostituita dalle vaste nevicate invernali, tuttavia, il riscaldamento globale sta provocando una fusione da due a cinque volte più veloce rispetto a prima del 1850 e le precipitazioni non sono state più in grado di bilanciare il tutto perlomeno dal 1996. Se l'obiettivo minimo dell'accordo di Parigi del 2015, ossia rimanere al di sotto dei 2 °C di aumento della temperatura media, sarà raggiunto, allora la fusione del solo ghiaccio groenlandese aggiungerebbe circa 6 cm all'innalzamento globale del livello del mare entro il 2100; se invece non verranno intrapresi sforzi per ridurre le emissioni, i centimetri che si aggiungerebbero sarebbero circa 13 e potrebbero arrivare a 33 nel caso dello scenario di cambiamento climatico più sfavorevole, noto come RCP8.5.

## Descrizione
Come detto, la calotta glaciale groenlandese copre un'area di circa 1,71 milioni di chilometri quadrati, pari a circa l'80% dell'isola, con uno spessore medio di circa 1,67 km e un volume di 2,9 milioni di chilometri cubi, il che, dato il peso specifico del ghiaccio, porta a stimare che essa pesi 2,66 milioni di miliardi tonnellate.

L'enorme peso e la morfologia del terreno sottostante, fanno sì che nella calotta si formino flussi glaciali, ossia di canali dove il ghiaccio si muove più velocemente rispetto al ghiaccio circostante, in continua evoluzione, la cui dinamica è oggetto di studi e ricerche. Comportandosi come veri e propri fiumi di ghiaccio in movimento, i flussi drenano amplissime aree di territorio, venendo alimentati dai flussi di altri ghiacciai, che costituiscono dei veri e propri tributari, il cui moto, guidato dalla gravità, è controllato principalmente dalla temperatura e dalla solidità delle loro basi, due fattori che, essendo influenzati da diversi processi, nonché dalla geomorfologia del suolo su cui si muovono i flussi, fanno sì che l'attività di questi ultimi abbia un comportamento ciclico, con lunghi periodi di inattività. Al giorno d'oggi, le molte montagne costiere presenti in Groenlandia, impediscono alla calotta di raggiungere l'oceano Artico e soltanto nel sud-est e nel nord-ovest dell'isola sono presenti spazi sufficienti tra le montagne perché la calotta possa defluire nell'oceano attraverso i cosiddetti ghiacciai di sbocco, i quali perdono regolarmente grandi masse di ghiaccio dal loro fronte. Come precisato, ciò avviene al giorno d'oggi, poiché in passato si sono susseguiti perlomeno 11 periodi di forte glaciazione in cui la calotta è diventata abbastanza spessa da scorrere oltre le montagne, arrivando a estendersi al massimo fino a 120 km oltre i suoi attuali confini.

## Storia
Sebbene vi siano prove dell'esistenza di grandi ghiacciai in Groenlandia per la maggior parte degli ultimi 18 milioni di anni, essi erano più simili ad alcune delle piccole calotte isolate oggi presenti ai bordi dell'isola e quindi alla periferia della grande calotta, quali ad esempio le formazioni di Maniitsoq e Flade Isblink, che ricoprono un'area di 1 600 e 8 500 chilometri quadrati, rispettivamente. Le condizioni climatiche in Groenlandia, infatti, non erano a quel tempo adatte a consentire la formazione e l'esistenza di un'unica calotta glaciale coesa, tuttavia, all'incirca 10 milioni di anni fa, durante il medio Miocene, le condizioni cambiarono quando i due margini continentali passivi che ora formano gli altipiani nell'est e nell'ovest dell'isola sperimentarono un sollevamento tettonico che portò infine alla formazione di una superficie di planazione a un'altezza compresa tra i 2 000 e i 3 000 metri sopra il livello del mare. Successivamente, circa 5 milioni di anni fa, durante il Pliocene, i processi geologici portarono alla formazione di un'altra superficie di planazione a un'altezza compresa tra i 500 e i 1 000 metri sul livello del mare. Questi aumenti di elevazione del suolo intensificarono la glaciazione dell'isola innescando l'aumento delle precipitazioni orografiche, che si formano quando una massa d'aria umida si sposta orizzontalmente sospinta dal vento e incontra una catena montuosa, e la diminuzione delle temperature superficiali, che resero quindi più facile l'accumulo di ghiaccio durante i periodi più freddi e la loro persistenza anche in periodi con temperature più elevate. Mentre tra i 3,3 e i 3 milioni di anni fa, durante il cosiddetto periodo caldo del Pliocene, il ghiaccio della Groenlandia era limitato alle vette più alte a est e a sud dell'isola, dopo quel periodo la copertura di ghiaccio si espanse gradualmente fino a quando, all'incirca 2,7-2,6 milioni di anni fa, i livelli atmosferici di anidride carbonica scesero tra le 280 e le 320 ppm, portando a un calo di temperature sufficientemente ampio da consentire alle diverse calotte glaciali accumulatesi nel frattempo di unirsi, arrivando a coprire la maggior parte dell'isola.
Per quanto riguarda i dati sopraccitati, essi sono stati ricavati dall'analisi di carote provenienti direttamente dal fondo di particolari regioni della calotta, a oltre 3 chilometri di profondità. A causa dell'attività geotermica del sottosuolo groenlandese, accade spesso che la base della calotta glaciale sia abbastanza calda da liquefarsi, con l'acqua risultante che, essendo soggetta alla grande pressione dovuta al continuo movimento dei massicci strati di ghiaccio sopra di essa, diventa uno strumento di intenso dilavamento. Esistono tuttavia parti della calotta glaciale che, ricoprendo luoghi più elevati dell'isola, risentono meno di tale attività geotermica e in cui quindi gli strati di ghiaccio superiore fluiscono sopra un solido strato più basso che di fatto preserva l'antico suolo sottostante. È dall'analisi di carote provenienti proprio dal fondo della calotta di queste regioni che è stato possibile osservare che il suolo più antico costantemente ricoperto dal ghiaccio arriva al massimo a 2,7 milioni di anni fa.
Analisi svolte su campioni di sedimenti oceanici raccolti nel Mare del Labrador forniscono la prova che circa 400 000 anni fa, durante lo Stadio Isotopico Marino 11, quasi tutta la Groenlandia meridionale era libera dai ghiacci, e altre carote di ghiaccio prelevate da una profondità di 1,4 km nella Groenlandia nordoccidentale dimostrano che in quella regione il ghiaccio si è sciolto almeno una volta negli ultimi 1,4 milioni di anni, ossia durante il Pleistocene, non riapparendo per almeno 280 000 anni. Nel loro insieme, questi risultati suggeriscono che durante quei periodi geologicamente recenti in cui le temperature erano più calde di quelle preindustriali di un valore non superiore ai 2,5 °C, il volume della calotta era diminuito a meno di un decimo del valore attuale, contraddicendo peraltro quei modelli climatici che, in quelle condizioni di temperatura, mostrano ancora la presenza di ghiaccio nelle sopraccitate regioni.
Oltre a fornire informazioni cruciali sulle passate estensioni della calotta glaciale e sul suo impatto sull'innalzamento del livello del mare, le carote di ghiaccio forniscono un'enorme mole di dati utili anche per altri tipi di ricerca paleoclimatica. Le sottili differenze nella distribuzione isotopica delle molecole d'acqua ghiacciate possono infatti rivelare informazioni importanti sul ciclo dell'acqua nel periodo in cui esse si sono ghiacciate, e le bolle d'aria congelate nell'interno delle carote possono costituire un'istantanea degli strati inferiori dell'atmosfera, fornendo in dettaglio la composizione dell'aria e del particolato in essa presente. Dall'analisi di questi dati si possono così ricavare dati storici relativi alla temperatura, alle precipitazioni, alle eruzioni vulcaniche, alla variazione dell'attività solare e perfino ai cambiamenti nella copertura vegetale del suolo e alla frequenza degli incendi che la colpivano.

## La fusione attuale
Le variazioni nella massa glaciale della calotta, e quindi il suo tasso di crescita o decrescita, dipendono da diversi fattori, quali il tasso di accumulo e di fusione della neve nella sua parte più interna e alla sua periferia, la fusione del ghiaccio lungo i suoi margini e il distaccamento di iceberg dalle piattaforme glaciali in cui si immette il flusso della calotta.
Negli ultimi decenni, la Groenlandia meridionale ha fatto parte di una regione del nord Atlantico che, assieme a pochi altri luoghi nel mondo, mostrava un raffreddamento in corso piuttosto che un riscaldamento; tuttavia, l'analisi di una più vasta quantità di dati ha mostrato non solo che tale fenomeno era dovuto solo al fatto che già negli anni 1930 e 1940 quella regione era insolitamente calda e che quindi il raffreddamento registrato era relativo a un precedente insolito innalzamento delle temperature, ma anche che a partire dal 1900 si registra una tendenza al riscaldamento e alla perdita di massa glaciale che diventa ben più marcata a partire dal 1979, in linea con il contemporaneo declino della banchisa artica e il conseguente cambiamento nella retroazione dell'albedo del ghiaccio.
In virtù di tale riscaldamento, gli anni 1970 sono stati l’ultimo decennio a vedere un accrescimento della calotta glaciale groenlandese, con un aumento medio di circa 47 miliardi di tonnellate di ghiaccio all'anno, con il decennio 1980-1990 che ha invece visto una diminuzione media di circa 51 miliardi di tonnellate all'anno e il decennio 1990-2000 in cui la diminuzione media si è attestata sui 41 miliardi di tonnellate all'anno. In quest'ultimo decennio si è poi avuto l'ultimo singolo anno in cui la calotta ha registrato un aumento netto di massa: da allora la calotta ha continuato a perdere massa di anno in anno e le temperature medie sono state più alte che in tutto il millennio precedente, e in particolare circa 1,5 °C superiori alla media XX secolo. Nel decennio 2000-2010, infatti, la perdita di ghiaccio si è attestata su una media di 187 miliardi di tonnellate all'anno, più che quadruplicando rispetto al decennio precedente, ed è ancora peggiorata negli anni successivi, con un media dal 2010 al 2018 che è salita 286 miliardi di tonnellate all'anno. Osservando i dati si vede che di tutta la massa glaciale persa tra il 1992 e il 2018, ossia circa 3 902 miliardi di tonnellate, pari allo 0,13% della massa totale della calotta, più del 50% è stato perso negli ultimi 8 anni interessati dall'analisi. Se convertiti in millimetri di innalzamento del livello globale del mare, si deduce che dal 1972 al 2018 la calotta groenlandese ha contribuito a un aumento di tale livello per 13,7 mm.

In particolare, tra il 2012 e il 2017 ha contribuito con 0,68 mm all'anno, quasi 10 volte di più rispetto al valore di 0,07 mm all'anno fatto registrare tra il 1992 e il 1997. Di fatto, il suo contributo netto per il periodo 2012-2016 è stato equivalente al 37% dell'innalzamento del livello del mare dovuto al ghiaccio terrestre, con tassi di scioglimento paragonabili solo ai più grandi sperimentati dalla calotta glaciale negli ultimi 12 000 anni e che saranno inevitabilmente superati nel corso di questo secolo.
Rispetto all'altro grande corpo glaciale terrestre, la calotta glaciale antartica, la cui perdita netta media di massa glaciale è stata di circa 12 miliardi di tonnellate all'anno dal 2012 al 2016, la calotta glaciale groenlandese sta perdendo ogni anno un quantitativo più di venti volte maggiore a causa della sua posizione nell'Artide, che la rende particolarmente soggetta all'aumento regionale delle temperature. Tuttavia, le perdite di massa della calotta antartica, e in particolare della sua regione occidentale, dove sono presenti due flussi glaciali particolarmente vulnerabili, ossia i ghiacciai Thwaites e Pine Island, stanno aumentando a un ritmo molto maggiore rispetto a quanto accade alla calotta groenlandese; di conseguenza, stando ai modelli, si prevede che il contributo all'innalzamento del livello globale dei mari dato dallo scioglimento della calotta antartica supererà quello dato dalla calotta groenlandese entro la fine di questo secolo.

### Ritiro dei ghiacciai

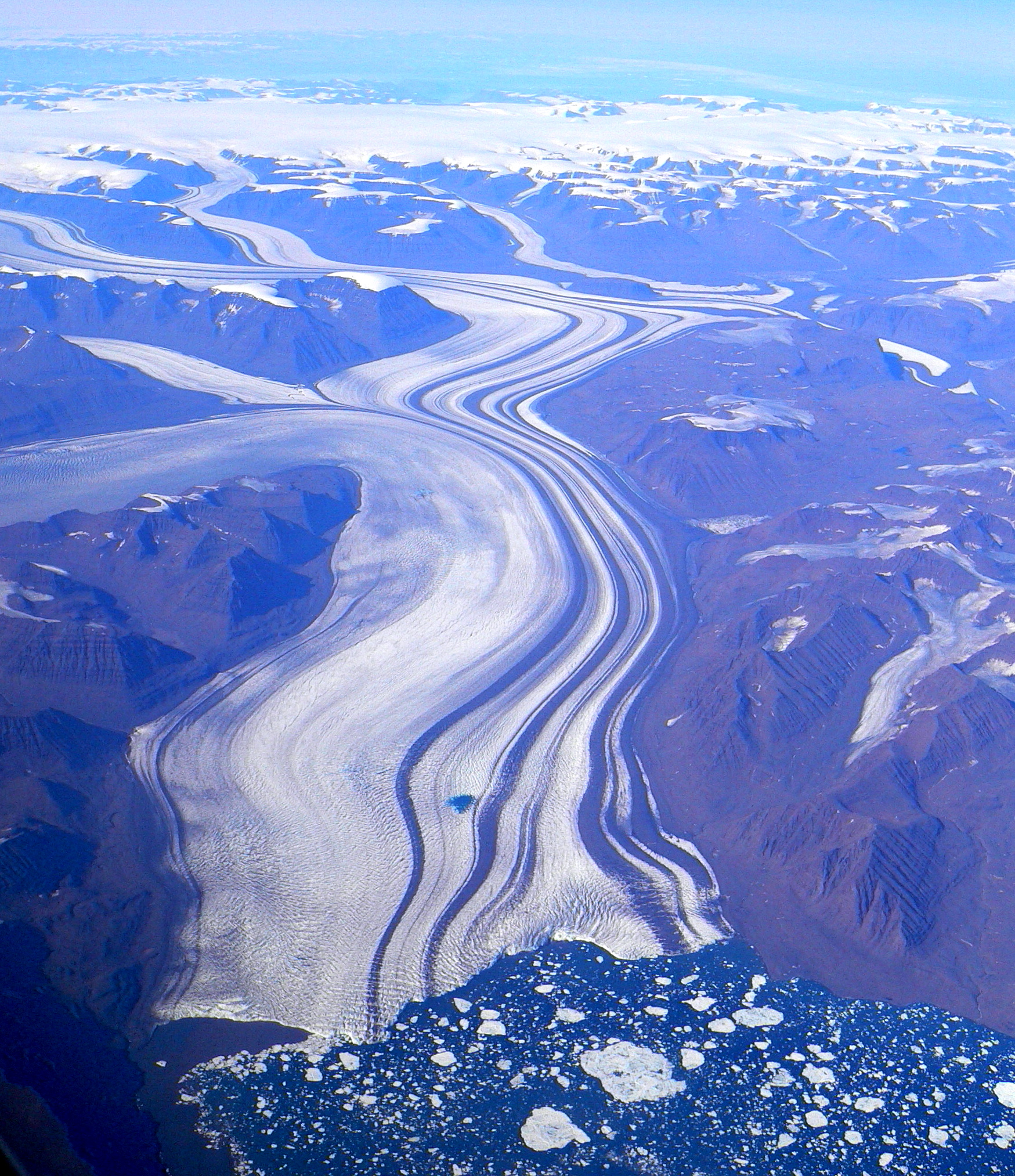
Uno dei 215 ghiacciai di sbocco della Groenlandia.

Il ghiaccio della calotta glaciale groenlandese fluisce in mare attraverso 215 ghiacciai di sbocco, il cui ritiro ha un impatto diretto sull'innalzamento del livello del mare. Da un'analisi del 2021 è emerso che per 115 di questi, rappresentanti il 79% del flusso glaciale totale, si avevano dati sufficienti a poterne simulare il ritiro con una buona precisione, per altri 25, costituenti il 13% del flusso totale, il ritiro era stato sottostimato, per altri 67, rappresentanti il 5% del flusso totale, i dati batimetrici erano insufficienti alla realizzazione di una simulazione abbastanza precisa, e per gli ultimi 8, costituenti il 3% del flusso totale, il ritiro era stato sovrastimato.
Secondo alcune analisi, le perdite di massa dovute ai ghiacciai spiegano il 66,8% della perdita di ghiaccio totale osservata a partire dagli anni 1980, tuttavia, altri studi stimano quella percentuale al 49%, ritenendo che la maggior parte della perdita di massa sia da imputare allo scioglimento della superficie della calotta. Già negli anni 1990, la perdita netta di ghiaccio dalle coste groenlandesi, osservabile come un assottigliamento dello spessore dei ghiacciai costieri, era già stata osservata sul 70% delle coste della calotta. Tra il 1998 e il 2006, il tasso di tale assottigliamento è aumentato di quattro volte rispetto all'inizio degli anni 1990, con lo spessore dei ghiacciai costieri che è andato diminuendo a ritmi compresi tra 1 e 10 metri all'anno e con un'accelerazione che invece non è stata osservata nei ghiacciai privi di sbocco sul mare.
Uno degli esempi più emblematici dell'assottigliamento dei ghiacciai costieri è stato riscontrato nella parte sud-orientale della Groenlandia, presso il ghiacciaio Kangerlussuaq che, con la sua lunghezza di 32 km, larghezza di 7 km e spessore di circa 1 km, è il terzo ghiacciaio più grande dell'isola. Tra il 1993 e il 1998, le regioni del ghiacciaio distanti meno di 5 km dalla costa hanno perso 50 m di spessore, inoltre, la velocità del flusso del ghiacciaio è passata dai 5–6 km all'anno del periodo 1988-1995 ai 14 km all'anno del 2005, un valore che lo ha attestato come il flusso glaciale più veloce allora conosciuto. Nel 2008, il ritiro del Kangerlussuaq è rallentato e si è registrata addirittura un'inversione di tendenza fino al 2016-18, quando il ritiro è ricominciato con un velocità maggiore di prima.
Per quanto riguarda il ghiacciaio di sbocco più grande dell'isola, il Sermeq Kujalleq (chiamato anche Jakobshavn, in danese), in cui converge circa il 6,5% di tutto il flusso glaciale della calotta, contro il 4% del Kangerlussuaq, lo studio di osservazioni decennali ha mostrato che tra il 1850 e il 1964 il ghiacciaio aveva già perso ghiaccio sufficiente a farlo ritirare di circa 30 km, quando un incremento dei processi che concorrevano al suo aumento di massa aveva fatto sì da mantenere la situazione in equilibrio per i successivi 33 anni, ossia fino a che, nel 1997, la perdita di massa è nuovamente aumentata. Nel 2003, la disintegrazione della lingua glaciale che faceva da tappo al fluire del ghiacciaio, rallentandolo, ha fatto sì che la velocità del flusso di ghiaccio quasi raddoppiasse rispetto al 1997. La velocità del flusso ha raggiunto il picco di 45 metri al giorno nel 2012, per poi rallentare sensibilmente in seguito, tanto che nel biennio 2016-18, anche il Sermeq Kujalleq, come il Kangerlussuaq, ha registrato un aumento di massa.
Il degrado più rapido degli ultimi decenni è tuttavia stato fatto registrare dal ghiacciaio Petermann, un ghiacciaio di sbocco sensibilmente più piccolo dei due già discussi, sito nella Groenlandia settentrionale, dalla cui piattaforma glaciale, nel decennio 2000-2010 si sono staccati nel 2001 un iceberg di superficie pari a 85 km², nel 2008 un iceberg di 28 km², nell'agosto 2010 un iceberg di 260 km², che divenne il più grande iceberg di origine artica dal 1962, e nel luglio 2012 un altro iceberg di 120 km². Uno studio del 2023 ha rivelato che la piattaforma del ghiacciaio aveva perso circa il 40% della sua massa pre-2010.
All'inizio degli anni 2010, alcuni studi suggerivano che il monitoraggio dei ghiacciai più grandi sarebbe stato sufficiente a spiegare la maggior parte della perdita di ghiaccio della calotta. Tuttavia, la dinamina dei ritiri risulta ancora difficile da prevedere, come esemplificato da quanto osservato nel ghiacciaio Helheim, il secondo più grande della Groenlandia. Il ritiro del ghiacciaio ha avuto il suo culmine nel 2003, dopo un'accelerazione costante della sua velocità di flusso associata anche a un marcato aumento dei terremoti glaciali registrato tra il 1993 e il 2005. Da allora, l'Helheim è rimasto sostanzialmente nella posizione del 2005, perdendo relativamente molta meno massa del Sermeq Kujalleq e del Kangerlussuaq. Nel frattempo, i ghiacciai più piccoli hanno perso massa a un ritmo sempre maggiore e ricerche successive hanno concluso che il ritiro totale dei ghiacciai groenlandesi risulta fortemente sottostimato quando si analizzano solo le dinamiche dei ghiacciai più grandi. Al 2023, il tasso di perdita di ghiaccio lungo le coste della Groenlandia è raddoppiato nei due decenni successivi al 2000, in gran parte proprio a causa dell'accelerazione registrata nelle perdite dei ghiacciai più piccoli.

### Processi che accelerano il ritiro dei ghiacciai

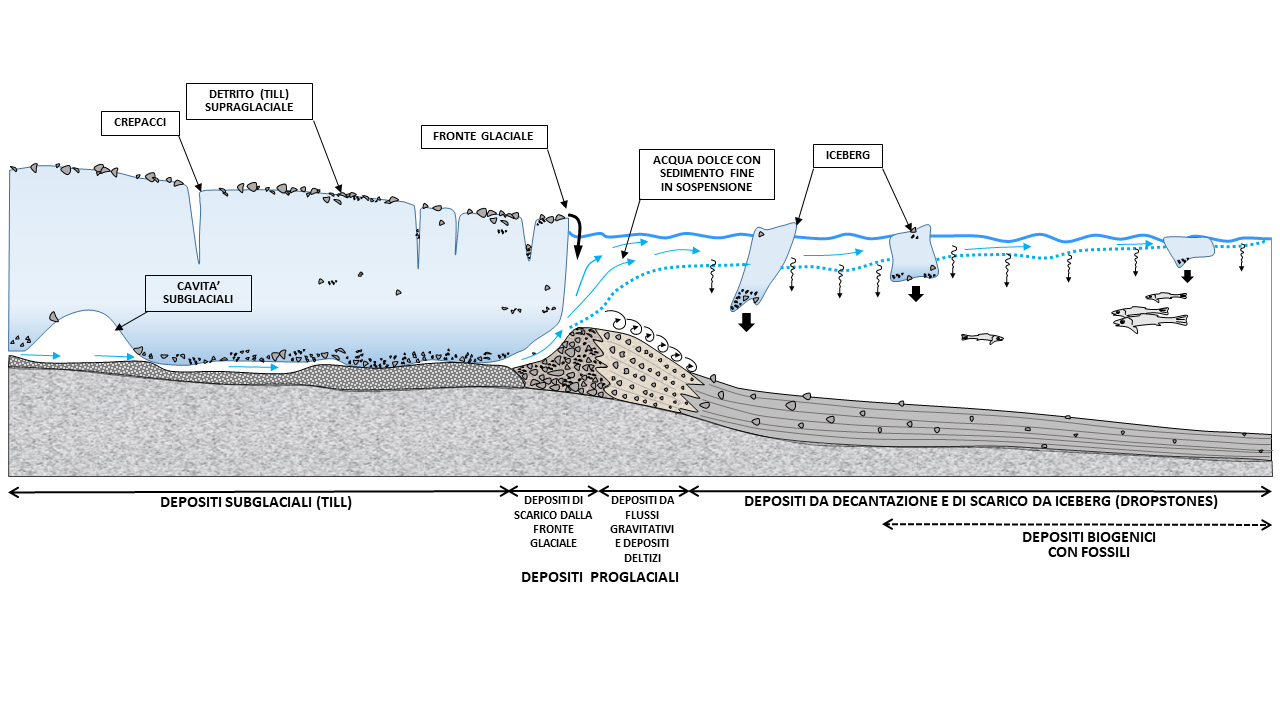
Schema di un fronte glaciale in un contesto marino, con i relativi depositi e i principali processi deposizionali. Quando il ghiacciaio sfocia in mare, l'acqua di fusione subglaciale (meno densa dell'acqua di mare) tende a formare uno strato superficiale con sedimento fine in sospensione, che decanta gradualmente. I ciottoli e i massi contenuti negli iceberg distaccatisi dal fronte glaciale precipitano gradualmente sul fondale con lo scioglimento degli stessi e si trovano isolati nei sedimenti fini.

A partire dai primi anni 2000, i glaciologi hanno concluso che il ritiro dei ghiacciai in Groenlandia stava accelerando troppo rapidamente per essere dovuto solo all'aumento dello scioglimento conseguente alle maggiori temperature superficiali e che tale accelerazione dovesse essere in parte dovuta anche ad altri meccanismi. I ravvicinati eventi di distacco dai ghiacciai più grandi corrispondono a quello che fu per la prima volta descritto nel 1986 come "effetto Jakobshavn": l'assottigliamento della lingua glaciale del ghiacciaio la rende più leggera e quindi ne aumenta la galleggiabilità, riducendo di conseguenza quell'attrito che altrimenti ostacolerebbe il ritiro del ghiacciaio, con il tutto che si traduce anche in uno squilibrio di forza sul fronte di distacco e quindi con l'aumento della velocità che coinvolge l'intera massa del ghiacciaio. L'accelerazione complessiva del Jakobshavn Isbrae, il nome danese del Sermeq Kujalleq, e degli altri ghiacciai dal 1997 in poi è stata attribuita al riscaldamento delle acque dell'Atlantico settentrionale, che sciolgono i fronti dei ghiacciai dal basso: mentre questo riscaldamento era in corso dagli anni 1950, il 1997 vide anche uno spostamento nelle correnti oceaniche che portò acque relativamente più calde dal Mare di Irminger alle coste della Groenlandia occidentale e quindi a contatto con i fronti dei ghiacciai di sbocco lì ubicati. Nel 2016, le acque su gran parte della costa occidentale dell'isola si erano riscaldate di 1,6 °C rispetto agli anni 1990, e alcuni dei ghiacciai più piccoli stavano perdendo più ghiaccio a causa di tale scioglimento di quanto accadesse con i normali processi di distacco, accelerando quindi il proprio ritiro.
La sensibilità del Sermeq Kujalleq ai cambiamenti della temperatura oceanica è invece maggiormente dovuta all'elevata esposizione alle correnti oceaniche che il ghiacciaio sperimenta attraverso una profonda fossa subglaciale, ciò significa anche, quindi, che l'improvviso rallentamento del ritiro del Sermeq Kujalleq osservato dopo il 2015 è stato in gran parte dovuto a un’altrettanto improvvisa diminuzione della temperatura oceanica, che ha peraltro permesso alla banchisa e agli iceberg al largo del fronte del ghiacciaio di sopravvivere più a lungo, stabilizzando a loro volta il ghiacciaio. Si ritiene che anche il rapido ritiro e il successivo rallentamento dell'Helheim, nel nord-ovest, e del Kangerlugssuaq, a est, siano stati collegati al riscaldamento e successivo raffreddamento delle vicine correnti. Per quanto riguarda il ghiacciaio Petermann, la sua elevata velocità di ritiro è stata collegata alla topografia della sua linea di terra, che sembra spostarsi avanti e indietro di circa un chilometro con la marea: è stato ipotizzato che se processi simili possono verificarsi anche in altri ghiacciai, allora il tasso di perdita di massa per loro stimato andrebbe in realtà raddoppiato.

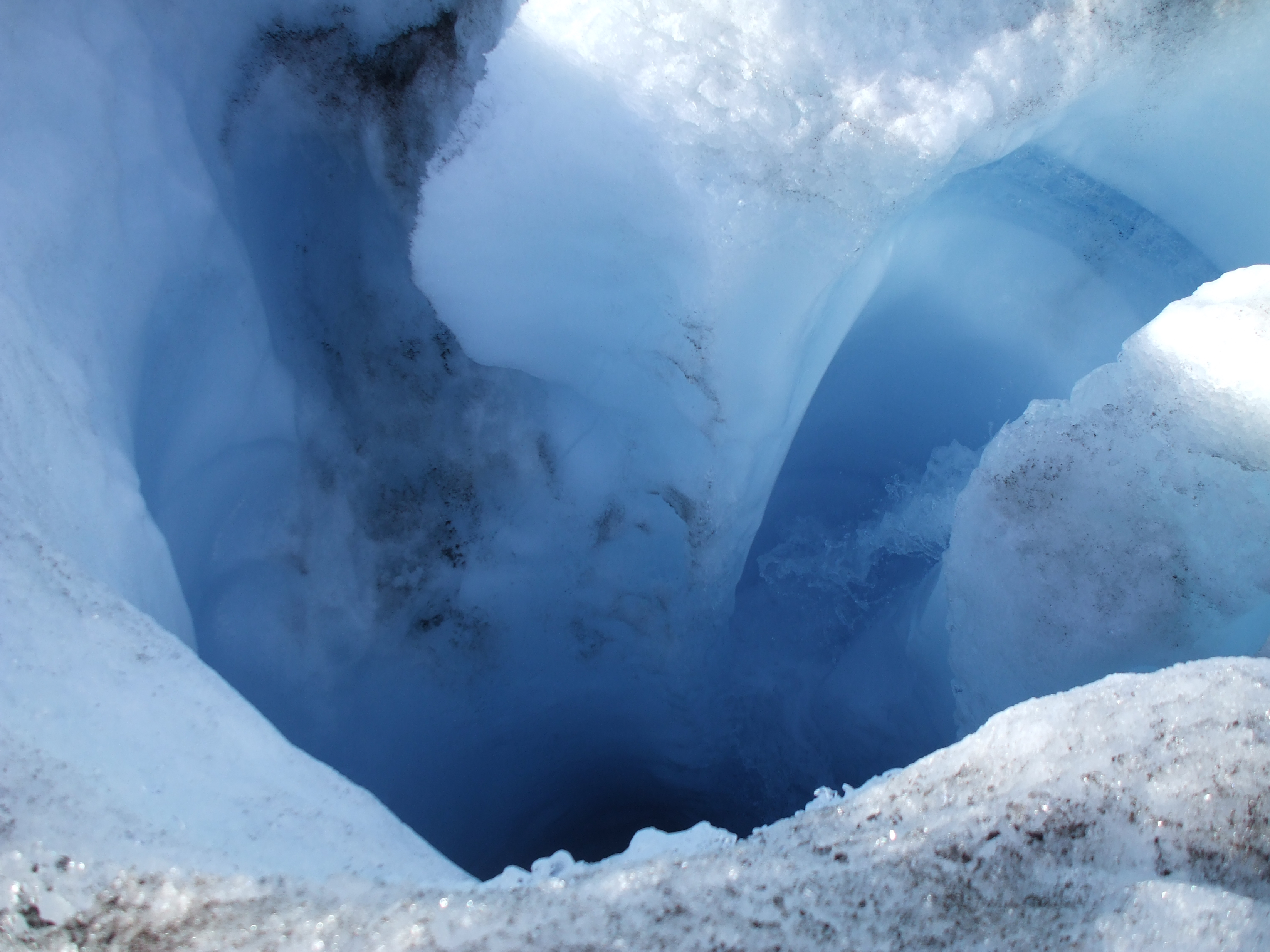
I fiumi di acqua di disgelo possono scorrere nei mulini e raggiungere la base della calotta glaciale.

Diversi studi hanno dimostrato che esistono vari modi in cui l'aumento dello scioglimento sulla superficie della calotta glaciale può accelerare il ritiro dei ghiacciai di sbocco. In primo luogo, l'aumento dell'acqua di disgelo in superficie fa sì che grandi quantità di essa fluiscano attraverso i mulini fino a raggiungere il substrato roccioso al di sotto della calotta. Una volta lì, l'acqua lubrifica la base dei ghiacciai, riducendo l'attrito tra quest'ultima e il suolo e di conseguenza accelerando il movimento glaciale e aumentando il tasso di distacco. Benché inizialmente l'accelerazione fino al 20% nella velocità di flusso osservata per un periodo di due-tre mesi, sia nel 1998 che nel 1999, nel Sermeq Kujalleq fosse stata attribuita a tale meccanismo, ricerche successive hanno dimostrato che esso si applica perlopiù ad alcuni piccoli ghiacciai, piuttosto che ai ghiacciai di sbocco più grandi, e che ha solo un impatto "marginale" sulle perdite di ghiaccio.
In secondo luogo, l’acqua di disgelo può avere un impatto sui ghiacciai anche quando fluisce nell’oceano, interagendo con l'acqua oceanica e alterandone la circolazione locale, il tutto anche in assenza di qualsiasi riscaldamento dell'oceano. In alcuni fiordi, grandi flussi di acqua di disgelo, sbucando da sotto il ghiaccio, possono mescolarsi con l'acqua dell'oceano creando turbolenti flussi (detti plume, letteralmente pennacchi) che possono essere molto dannosi per il fronte dei ghiacciai. Mentre generalmente i modelli considerano l'impatto del deflusso dell'acqua di disgelo decisamente secondario rispetto a quello del riscaldamento oceanico, osservazioni svolte su 13 ghiacciai hanno scoperto che i pennacchi dell'acqua di disgelo risultano avere un ruolo maggiore nel ritiro dei ghiacciai aventi linee di contatto con il fondale marino poco profonde. Inoltre, una ricerca del 2022 suggerisce che il riscaldamento dovuto al deflusso dell'acqua di disgelo abbia avuto un impatto maggiore rispetto al riscaldamento oceanico sullo scioglimento sottomarino in tutta la Groenlandia nord-occidentale, concludendo che sia stata solo la Groenlandia meridionale a risentire sicuramente di più dei cambiamenti nelle correnti oceaniche piuttosto che del riscaldamento locale dovuto alla propria acqua di disgelo.
Infine, è stato dimostrato che, oltre a fluire attraverso i mulini principali, l'acqua di disgelo può fluire anche attraverso un gran numero di fessure troppo piccole per essere rilevate dalla maggior parte degli strumenti di ricerca. Benché tali crepe non si colleghino direttamente al substrato roccioso attraversando l'intera calotta glaciale, la loro profondità può comunque essere pari a centinaia di metri, rendendole un significativo agente indebolente per la calotta: l'acqua al loro interno, infatti, conduce calore direttamente nel cuore della calotta, ammorbidendo il ghiaccio e permettendogli di scorrere più velocemente.

### Fusione superficiale osservata

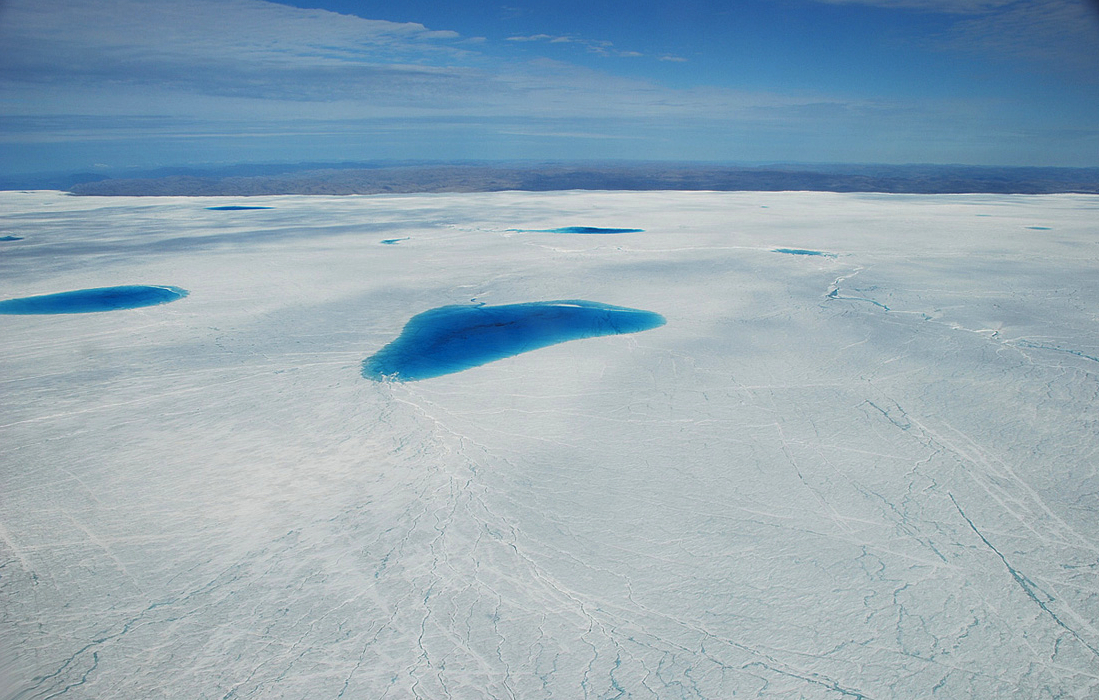
Pozze di acqua di disgelo sulla superficie della calotta.

Attualmente, l'accumulo totale di ghiaccio sulla superficie della calotta glaciale groenlandese risulta maggiore delle perdite dei ghiacciai di sbocco o dello scioglimento superficiale estivo, tuttavia, è la combinazione di questi due ultimi fattori a portare a una perdita annuale netta. Ogni estate, la cosiddetta "linea della neve" separa la superficie della calotta glaciale in aree al di sopra di essa, dove la neve continua ad accumularsi anche in quella stagione, e in aree sotto di essa, dove avviene lo scioglimento estivo. In particolare, la posizione esatta di tale limite si sposta ogni estate e, quando accade che alcune aree passino da sopra a sotto la linea, si osserva come queste ultime siano soggette a uno scioglimento significativamente maggiore quando il loro ghiaccio più scuro - ossia inquinato da polvere, fuliggine e microalghe - viene esposto. Ciò fa sì che l'incertezza sul limite delle nevicate sia uno dei fattori che rendono difficile prevedere in anticipo l'entità degli scioglimenti stagionali.
Un chiaro esempio del tasso di accumulo di ghiaccio al di sopra della linea della neve è fornito dal ghiacciaio Girl, dove un aereo da caccia Lockheed P-38 Lightning, che vi si era schiantato all'inizio della seconda guerra mondiale, è stato recuperato nel 1992 da sotto uno strato di ghiaccio di circa 81 metri di spessore. Un altro esempio si è verificato nel settembre 2017, quando un Airbus A380-861, numero di volo AF066, ha dovuto effettuare un atterraggio di emergenza in Canada dopo che uno dei suoi motori era esploso mentre si trovava sopra la Groenlandia: l'enorme ventola di aspirazione dell'aria del motore fu recuperata dalla calotta glaciale due anni dopo, quando già si trovava sotto uno stratto di ghiaccio e neve spesso un metro.
Sebbene lo scioglimento superficiale estivo sia in aumento, si prevede che passeranno decenni prima che esso superi da solo l'accrescimento della calotta dovuto all'accumulo di neve. Peraltro, era stato anche ipotizzato che l'aumento delle precipitazioni globali associato agli effetti dei cambiamenti climatici sul ciclo dell'acqua avrebbe aumentato le nevicate sulla Groenlandia, ritardando ulteriormente tale sorpasso. Tale teoria si è rivelata però piuttosto difficile da verificare per tutti gli anni 2000 a causa del cattivo stato delle registrazioni a lungo termine delle precipitazioni sulla calotta glaciale e solo nel 2019 si è riscontrato che, mentre si era effettivamente verificato un aumento delle nevicate sulla Groenlandia sudoccidentale, si era tuttavia verificata una sostanziale diminuzione delle precipitazioni sull'intera Groenlandia occidentale. Inoltre, nel nord-ovest dell'isola le precipitazioni erano state per la maggior parte piovose invece che nevose, con un aumento quadruplicato dal 1980. La pioggia, più calda della neve, congelando forma uno strato di ghiaccio più scuro e meno termicamente isolante di quest'ultima, risultando infine particolarmente dannosa per la calotta.

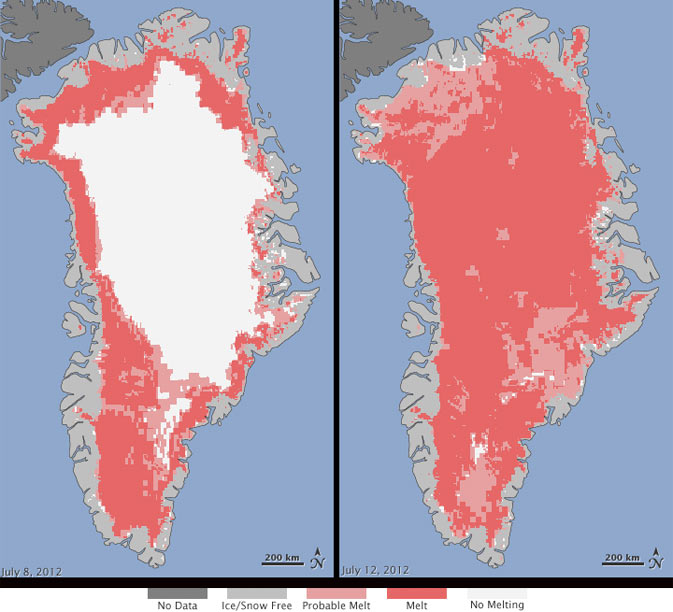
Queste immagini della NASA mostrano l'estensione dello scioglimento, allora record, del luglio 2012.

Nel complesso, dall'inizio delle misurazioni dettagliate nel 1979, la zona di scioglimento al di sotto della linea della neve, dove il calore estivo trasforma neve e ghiaccio in pozze di acqua di scioglimento, si è continuamente allargata. Nel 2002, si è riscontrato che la sua area era aumentata del 16% rispetto al 1979, risultando la più vasta di sempre. Un altro record è stato stabilito nel luglio 2012, quando la zona di fusione si è estesa al 97% della calotta glaciale, la quale in quella stagione estiva ha perso circa lo 0,1% della sua massa totale, con una perdita netta di circa 464 miliardi di tonnellate, stabilendo un altro record. Di fatto, quest'ultimo è stato il primo esempio direttamente osservato di un "evento di scioglimento massiccio", avendo esso avuto luogo praticamente su tutta la superficie della calotta glaciale piuttosto che su aree specifiche, ed ha anche portato alla scoperta che, contrariamente a quanto si potesse intuitivamente ipotizzare, la copertura nuvolosa, che normalmente si traduce in una temperatura più fresca a causa dell'albedo delle nuvole, in realtà interferisce con il ricongelamento dell'acqua di disgelo nello strato di neve durante la notte, arrivando a far aumentare di oltre il 30% il deflusso totale dei tale acqua. In particolare, è stato notato che ad avere l'impatto più significativo sono le nuvole sottili e ricche d'acqua, che sono state proprio le più numerose nel luglio 2012.
L'analisi di alcune carote di ghiaccio ha dimostrato che l'ultima volta che si era verificato un evento di scioglimento della stessa entità di quello del 2012 era stato nel 1889, portando alcuni glaciologi a esprimere la speranza che il 2012 rappresentasse l'apice di un ciclo di circa 150 anni. Tuttavia, una combinazione di alte temperature e copertura nuvolosa sfavorevole verificatasi nell'estate del 2019 ha portato a un evento di scioglimento ancora più grande rispetto al 2012, con un'area interessata di circa 485000 km² e una perdita di massa netta di 586 miliardi di tonnellate. Il record del 2019 è stato poi superato nel luglio 2021, con uno scioglimento che ha interessato un'area di circa 547000 km², con perdite giornaliere anche di 90 miliardi di tonnellate protrattesi per diversi giorni. Quell'estate, la pioggia cadde per 13 ore presso la Summit Station, posta a 3216 m s.l.m., dove i ricercatori non avevano installato pluviometri poiché lì le temperature erano salite sopra lo zero solo tre volte dal 1989 e non aveva mai piovuto a memoria a d'uomo.
A causa dell'enorme spessore dell'area centrale della calotta glaciale, anche il più esteso evento di scioglimento non può che interessarne solo una piccola frazione prima dell'inizio della nuova stagione fredda, dando origine a quelle che nella letteratura scientifica vengono considerate "variabilità a breve termine". Cionondimeno, la loro esistenza riveste un ruolo fondamentale, infatti, il fatto che i modelli attuali sottostimino l'entità e la frequenza di tali eventi è considerato uno dei motivi principali per cui il declino osservato nella calotta glaciale groenlandese segue il profilo peggiore piuttosto che quello moderato, tra le varie proiezioni dell'innalzamento del livello del mare elaborate nel Quinto Rapporto di Valutazione dell'IPCC.
 
Alcune delle proiezioni scientifiche più recenti inerenti lo scioglimento della calotta groenlandese includono oggi uno scenario estremo in cui un evento di scioglimento massiccio si verifica tutti gli anni del periodo preso in considerazione (vale a dire ogni anno da oggi al 2100 o da oggi al 2300), così da mostrare come un simile ipotetico futuro porterebbe a un significativo aumento della perdita di massa glaciale, che comunque non si tradurrebbe in un completo scioglimento della calotta glaciale entro il periodo esaminato.

### Cambiamenti nell'albedo

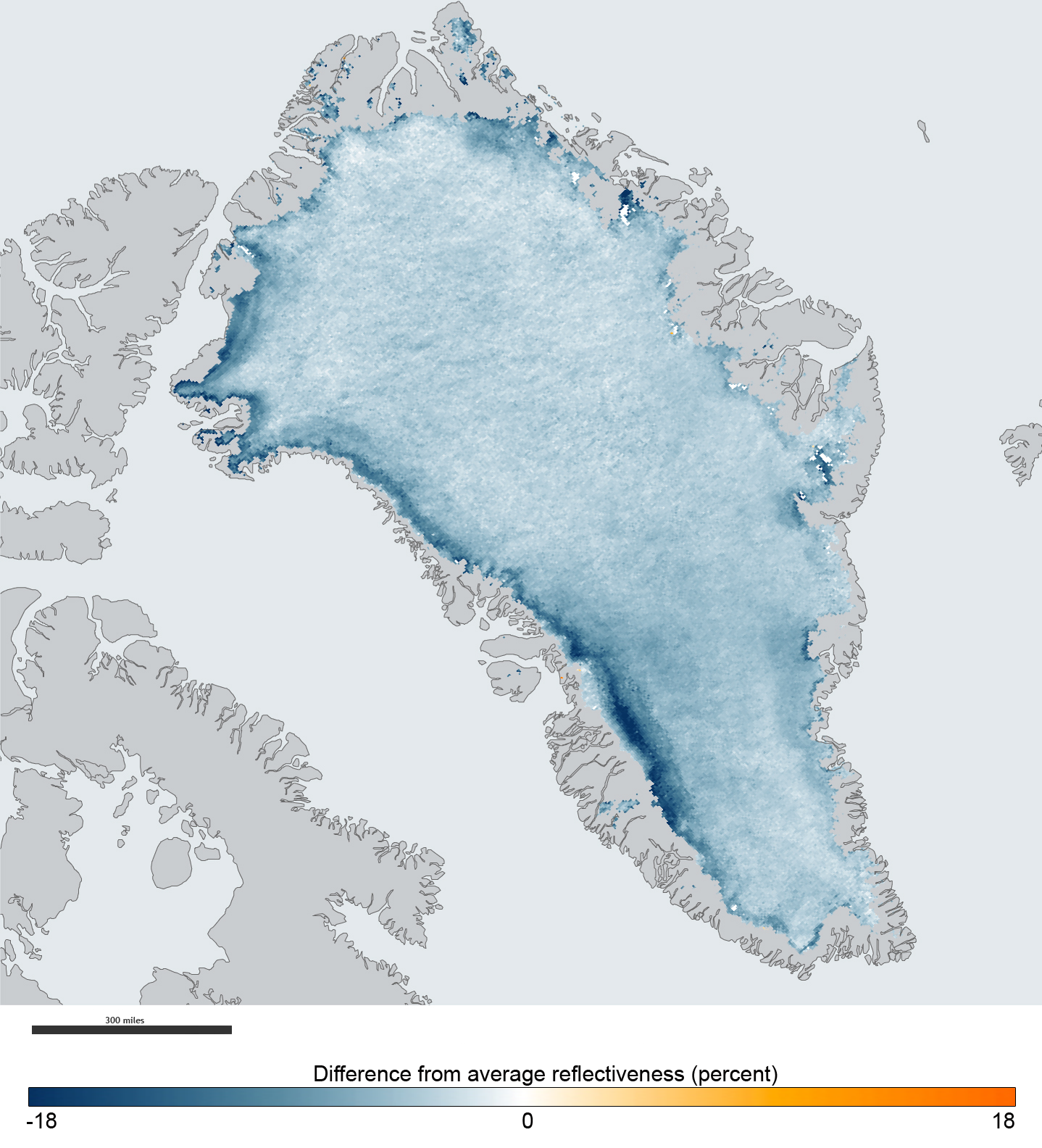
In questa mappa della NASA vengono mostrati i cambiamenti nell'albedo nell'estate del 2011 rispetto al periodo 2000-06. Il colore blu indica una riflettanza inferiore.

Sulla calotta glaciale, le temperature medie annuali sono generalmente molto più basse che sul resto della Groenlandia, ossia circa -20 °C nella parte più meridionale, a una latitudine compresa tra i 63°N e i 65°N, e -31 °C vicino al centro della parte settentrionale, alla latitudine di 72°N. Il 22 dicembre 1991, presso la stazione meteorologica situata vicino alla sommità topografica della calotta glaciale groenlandese, è stata registrata una temperatura di -69,6 °C - la più bassa mai registrata nell'emisfero settentrionale - con un record che è stato riconosciuto solamente nel 2020. Temperature così basse sono in parte causate dall'elevata albedo della calotta glaciale, la cui bianca e brillante superficie risulta molto efficace nel riflettere la luce solare. Ciò implica quindi che sia il ritiro della calotta glaciale, sia il suo maggior scioglimento superficiale, rivelando terreno nudo o portando alla formazione di pozze, portino a una diminuzione dell'albedo, ossia della frazione di energia solare riflessa dalla Terra rispetto a quella incidente, accelerando il riscaldamento e contribuendo a un ulteriore scioglimento in un meccanismo che viene chiamato retroazione dell'albedo del ghiaccio o retroazione ghiaccio-albedo. Secondo gli attuali modelli climatici, una perdita totale della calotta glaciale groenlandese aumenterebbe la temperatura globale di 0,13 °C, mentre le temperature locali dell'isola aumenterebbero da 0,5 a 3 °C.
Come detto, anche lo scioglimento incompleto ha un certo impatto sulla retroazione dell'albedo del ghiaccio, infatti, la formazione di pozze di acqua di disgelo non solo porta alla creazione di una superficie meno riflettente - l'acqua - ma, unitamente alle temperature più calde, consente la crescita di alghe sulla superficie della calotta glaciale, con la formazione di veri e propri tappeti scuri che assorbono un'elevata quantità di radiazioni termiche. Uno studio del 2018 ha rivelato che, tra il 2000 e il 2012, la superficie coperta da polvere, fuliggine, microbi e alghe era aumentata complessivamente del 12%. Nel 2020 è stato poi dimostrato che la presenza di alghe sulla calotta ne aveva aumentato lo scioglimento annuale del 10-13%.

A ciò si aggiunge il fatto che man mano che lo spessore della calotta glaciale diminuisce a causa dello scioglimento, le temperature superficiali iniziano ad aumentare, rendendo più difficile l'accumulo di neve e la trasformazione in ghiaccio della neve accumulata, nel fenomeno noto come retroazione dell'elevazione superficiale.

### Ruolo geofisico e biochimico dell'acqua di disgelo groenlandese

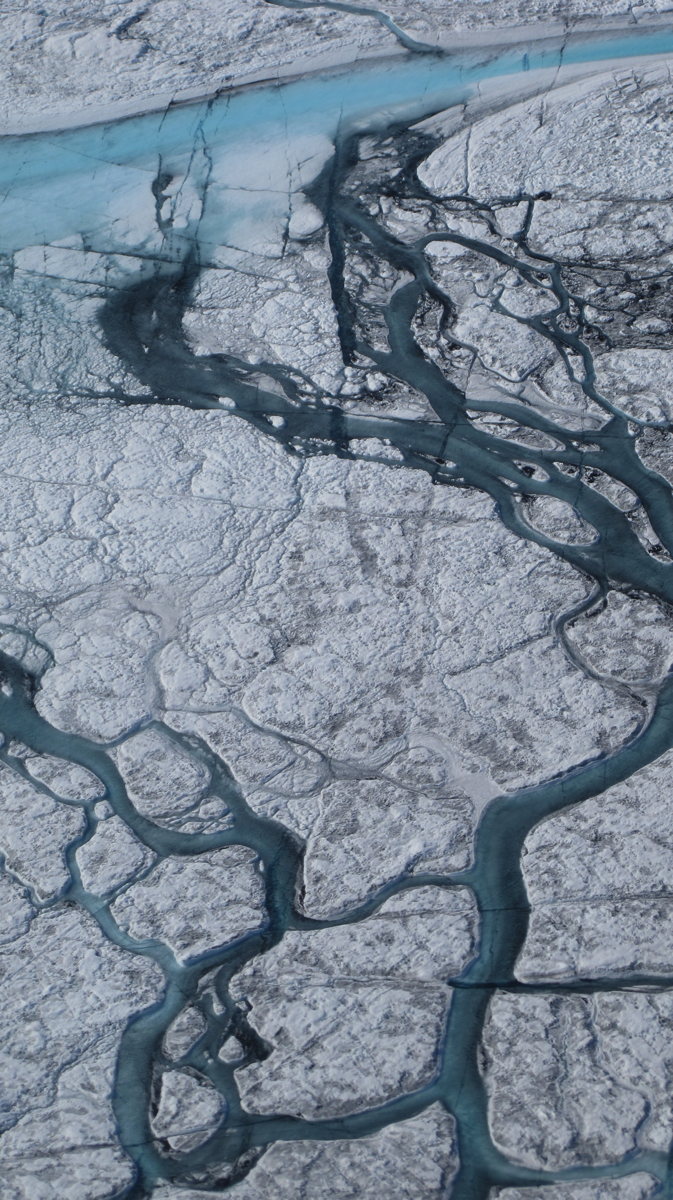
Veri e propri fiumi di acqua di disgelo fotografati nel luglio 2012.

Nel 1993, lo scioglimento del ghiaccio groenlandese ha portato all'immissione nel mare circostante di circa 300 chilometri cubi di fredda acqua di disgelo, altrimenti detta "di fusione", ossia di una quantità decisamente maggiore di quella immessa dallo scioglimento della calotta antartica ed equivalente allo 0,7% dell'acqua dolce che fluisce negli oceani da tutti i fiumi del mondo. Tale acqua di disgelo non è del tutto pura e contiene invece una serie di elementi, in particolare ferro, la metà dei quali, per un valore di circa 0,3 milioni di tonnellate ogni anno, è biodisponibile come nutriente per il fitoplancton. Di conseguenza, l'acqua di disgelo groenlandese migliora la produzione primaria oceanica sia nei fiordi locali, sia nel più lontano Mare del Labrador, dove il 40% della produzione primaria totale è stata attribuita ai nutrienti provenienti dall'acqua di disgelo. Dagli anni 1950, l'accelerazione dello scioglimento della calotta groenlandese causata dai cambiamenti climatici ha via via aumentato la produttività sia nelle acque al largo della piattaforma islandese settentrionale, sia nei fiordi della stessa Groenlandia, dove risulta esse più elevata di quanto non sia stata mai stato misurato in qualunque altro momento storico, con dati che spaziano dalla fine del XIX secolo a oggi. Secondo alcune ricerche, l'acqua di disgelo della Groenlandia incrementa la produttività marina non tanto grazie all'aggiunta di carbonio e ferro, bensì agitando gli strati d'acqua inferiori ricchi di nitrati e facendo quindi risalire questi ultimi, cruciali, nutrienti per il fitoplancton più in superficie. Sempre tali ricerche hanno quindi evidenziato che il graduale ritiro verso l'interno dei ghiacciai di sbocco renderà sempre meno significativo l'impatto della loro acqua di disgelo sugli strati inferiori dell'oceano, diminuendo quindi i benefici da essa derivanti nonostante un suo importante aumento in termini di volume.
Come detto, l'acqua di disgelo non trasporta solo ferro ma anche carbonio, sotto forma di carbonio organico disciolto, proveniente dall'attività microbica esistente sulla superficie della calotta glaciale e, in misura minore, dai resti dell'antico suolo e della vegetazione presenti sotto il ghiaccio. Sebbene le quantità complessive di questo carbonio siano relativamente limitate (si stima siano presenti tra 0,5 e 27 miliardi di tonnellate di carbonio puro sotto l'intera calotta glaciale, e molto meno al suo interno, ossia una quantità decisamente inferiore rispetto ai 1 400-1 650 miliardi di tonnellate del permafrost artico), il suo rilascio attraverso l'acqua di disgelo può comunque portare a un aumento delle emissioni di anidride carbonica, agendo così come una retroazione del cambiamento climatico. È peraltro nota l'esistenza di un'area nei pressi del ghiacciaio Russell dove il carbonio dell'acqua di disgelo viene rilasciato nell'atmosfera sotto forma di metano, un gas serra avente un potenziale di riscaldamento globale molto maggiore rispetto al biossido di carbonio: tuttavia, l'area ospita anche un gran numero di batteri metanotrofi che limitano tali emissioni.
Esiste inoltre il rischio che l'acqua di disgelo trasporti in mare sostanze tossiche rilasciate da Camp Century, un'installazione militare statunitense non più attiva e un tempo realizzata per trasportare ordigni nucleari utili al Progetto Iceworm. Il progetto è stato poi annullato, tuttavia il sito non è mai stato ripulito e costituisce oggi una seria minaccia che, con il progredire dello scioglimento, potrebbe portare all'inquinamento dell'acqua di disgelo con circa 20 000 litri di sostanze chimiche varie e circa 24 milioni di litri di liquami non trattati. Uno studio del 2021 afferma che lo strato roccioso sotto la calotta sud-occidentale contiene concentrazioni estremamente elevate di mercurio, con l'elemento che era effettivamente rilasciato nei fiordi locali dal deflusso dell'acqua di disgelo. Tuttavia i risultati dello studio, accolto dalla comunità scientifica con parecchio scetticismo sin dall'inizio, non sono stati ottenuti da nessuno degli studi successivi, suggerendo quindi che i risultati iniziali fossero frutto di un'analisi di bassa qualità.
Infine, l'immissione di una maggiore quantità di acqua di disgelo può influenzare l'intera circolazione atlantica. Secondo alcune ipotesi, esisterebbe infatti un collegamento tra l'aumento dell'acqua immessa nei mari dalla Groenlandia e la macchia fredda dell'Atlantico settentrionale, a sua volta collegata al capovolgimento meridionale della circolazione atlantica, abbreviato in AMOC dalla corrispondente denominazione in inglese Atlantic meridional overturning circulation, e al suo apparente rallentamento. Secondo uno studio del 2016 condotto con lo scopo di migliorare le previsioni dei futuri cambiamenti dell'AMOC incorporando una più precisa simulazione degli eventi groenlandesi nelle proiezioni di otto modelli climatici, entro il 2090-2100 l'AMOC si indebolirebbe di circa il 18% (con un intervallo di potenziale indebolimento compreso tra il 3% e il 34%) nell'ambito del Rappresentative Concentration Pathway 4.5 - il modello più simile alla traiettoria attuale - e di circa il 37% (con un intervallo compreso tra il 15% e il 65%) nell'ambito del Rappresentative Concentration Pathway 8.5, un modello che presuppone emissioni in continuo aumento. Estendendo i due scenari oltre il 2100, nel caso dell'RCP 4.5, alla fine l'AMOC si stabilizzerà, mentre nel caso dell'RCP 8.5 essa continuerà a diminuire, con un calo stimato del 74% attorno al 2290-2300 e il 44% di probabilità di un vero e proprio collasso.

## Perdita di massa futura

### Breve termine
Nel 2021, il sesto rapporto di valutazione dell'IPCC ha stimato che, nell'ambito dell'SSP5-8.5, lo scenario associato al riscaldamento globale più elevato, lo scioglimento della calotta glaciale groenlandese aggiungerebbe circa 13 cm all'innalzamento del livello globale del mare (con un intervallo probabile di 9–18 cm e un intervallo molto probabile di 5–23 cm), mentre nell'ambito del più moderato scenario SSP2-4.5 la quantità aggiunta sarebbe di 8 cm, con un intervallo probabile di 4–13 cm e molto probabile di 1–18 cm. Nello scenario ottimistico SSP1-2.6, che presuppone che gli obiettivi dell'accordo di Parigi del 2015 siano ampiamente raggiunti, la quota aggiunta sarebbe di 6 cm e sicuramente inferiore ai 15 cm, con anche una piccola possibilità che la calotta glaciale guadagni massa e quindi riduca l'innalzamento del livello del mare di circa 2 cm.
Come accade già oggi, non tutte le parti della calotta glaciale contribuirebbero allo stesso modo all'aumento del livello dei mari. Si stima ad esempio che il flusso glaciale della Groenlandia nordorientale contribuirebbe all'innalzamento di 1,3 o 1,5 cm entro il 2100, rispettivamente nell'ambito dell'RCP 4.5 e dell'RCP 8.5. D'altra parte, i tre ghiacciai più grandi, ossia il Jakobshavn, l'Helheim e il Kangerlussuaq, si trovano tutti nella regione meridionale della calotta glaciale e, nell'ambito dell'RCP 8.5, si prevede che solo loro tre contribuiranno all'innalzamento per 9,1-14,9 mm entro il 2100. Complessivamente, si prevede che il maggior contributo alla perdita di ghiaccio in Groenlandia nel XXI secolo proverrà dai flussi nord-occidentali e centro-occidentali (questi ultimi comprendenti anche il Jakobshavn) e che il ritiro dei ghiacciai sarà responsabile di almeno la metà della perdita totale di ghiaccio, ciò peraltro smentendo alcuni studi precedenti che suggerivano che lo scioglimento superficiale sarebbe diventato il fattore dominante entro la fine di questo secolo. Se la Groenlandia dovesse perdere tutti i suoi ghiacciai costieri, tuttavia, la continuazione della riduzione della calotta sarà interamente determinata dalla capacità dello scioglimento estivo della sua superficie di superare costantemente l’accumulo di neve invernale. Nello scenario con le emissioni più elevate, ciò potrebbe accadere intorno al 2055, ossia ben prima della scomparsa dei ghiacciai di sbocco.
Va inoltre notato che l’innalzamento del livello del mare non colpisce allo stesso modo tutte le coste groenlandesi. Il sud della calotta glaciale risulta infatti molto più vulnerabile rispetto alle altre regioni e le quantità di ghiaccio coinvolte fanno sì che vi sia un impatto sulla deformazione della crosta terrestre e sulla rotazione del nostro pianeta. Sebbene questo effetto sia difficile da percepire, esso fa già sì che la costa orientale degli Stati Uniti subisca un aumento del livello del mare più rapido rispetto alla media globale. Allo stesso tempo, la stessa Groenlandia sperimenterebbe un rimbalzo isostatico man mano che la sua calotta glaciale si restringe e diminuisce la pressione da essa esercitata sul suolo. Peraltro, una massa glaciale inferiore eserciterebbe una minore attrazione gravitazionale sulle acque costiere rispetto alle altre masse terrestri, un effetto che, unitamente al primo, causerebbe l'abbassamento del livello del mare attorno alle coste dell'isola, nonostante questo aumenti altrove. Il fenomeno opposto accadde quando la calotta glaciale aumentò di massa durante la piccola era glaciale: l'aumento di peso della calotta attirò più acqua, allagando alcuni insediamenti vichinghi e probabilmente giocando un ruolo importante nell'abbandono dell'isola da parte di questi ultimi.

### Lungo termine

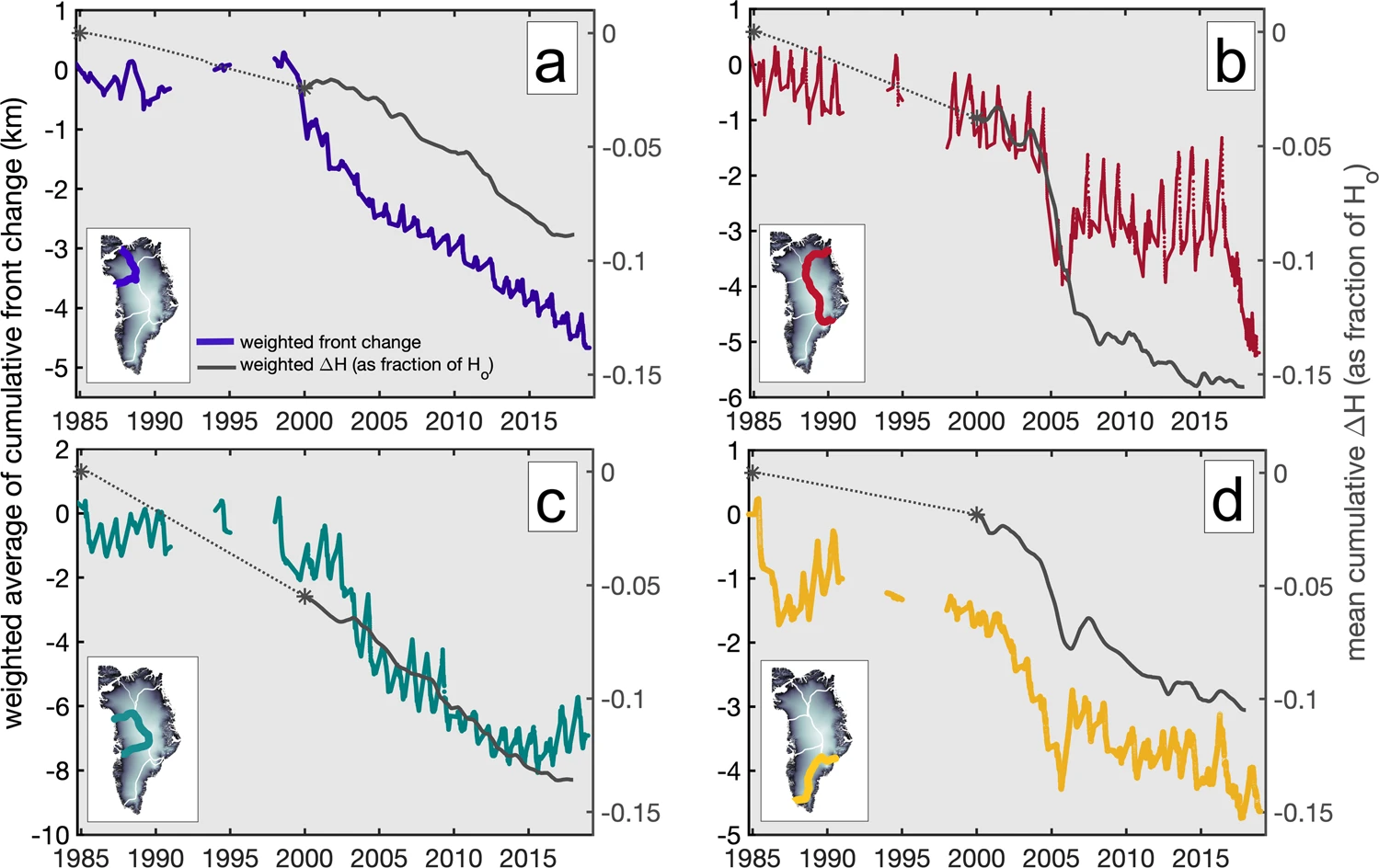
Questi grafici indicano il passaggio dei ghiacciai periferici a uno stato dinamico di perdita di massa che, dopo l'ampio ritiro subito nel periodo 2000-2005, ne ha reso inevitabile la scomparsa.

Studi paleoclimatici hanno dimostrato che le enormi dimensioni della calotta glaciale la rendono allo stesso tempo insensibile ai cambiamenti di temperatura nel breve periodo, ma la sottopongono anche a enormi cambiamenti nel futuro. L'amplificazione polare, ad esempio, fa sì che l'Artide, inclusa la Groenlandia, si riscaldi da tre a quattro volte di più rispetto alla media globale, tanto che, mentre un periodo interglaciale come l'Eemiano, protrattosi dai 130 000 ai 115 000 anni fa, non era molto più caldo di oggi a livello globale, la calotta glaciale groenlandese era in media 8 °C più calda e la sua parte nordoccidentale era 130±300 metri più bassa di quella attuale. Alcune stime suggeriscono che le parti più vulnerabili e in rapido ritiro della calotta glaciale abbiano oltrepassato "un punto di non ritorno" intorno al 1997 e saranno destinate a scomparire anche se la temperatura globale smetterà di aumentare.
Si stima che, nel caso in cui l'intera calotta glaciale dovesse sciogliersi, il suo contributo all'innalzamento dei mari sarebbe di 6,9-7,4 m.

### Valori di soglia per la scomparsa totale della calotta glaciale
In uno studio del 2006 è stato stimato che la calotta glaciale groenlandese sarebbe destinata a scomparire in seguito a un aumento della temperatura media globale di 3,1 °C, con un intervallo plausibile tra 1,9 °C e 5,1 °C. In un altro studio del 2012, però, le stime sono state drasticamente ridotte, suggerendo che il valore di soglia potrebbe trovarsi ovunque tra gli 0,8 °C e i 3,2 °C, con 1,6 °C come valore più probabile. Tali valori sono stati poi praticamente confermati da un'importante revisione della letteratura scientifica sui punti critici nel sistema climatico condotta nel 2022, la quale ha abbassato il valore di soglia più plausibile a 1,5 °C, con un intervallo che va dagli 0,8 °C ai 3,0 °C, e calcolando anche come tempistica più plausibile un valore di 10 000 anni, con valori di 1 000 e 15 000 nel caso si verifichino lo scenario peggiore o migliore rispettivamente.
Proiezioni basate su modelli pubblicati nel 2023 hanno in seguito indicato che la calotta glaciale groenlandese potrebbe essere più stabile di quanto suggerito in passato, con uno studio che ha posto il valore di soglia per la completa disintegrazione in un intervallo compreso tra i 1,7 °C e i 2,3 °C, indicando anche che la calotta avrebbe potuto essere salvata dal completo collasso se, dopo aver oltrepassato la soglia, la temperatura media globale fosse riportata a valori non superiori di 1,5 °C a quelli dell'epoca preindustriale entro pochi secoli.
Un altro articolo, basato su uno studio che ha visto l'utilizzo di un modello di calotta glaciale più complesso, ha affermato che da quando il riscaldamento ha superato gli 0,6 °C, un aumento del livello globale dei mari di circa 26 cm è diventato inevitabile. Tuttavia ha anche suggerito che un aumento della temperatura globale di 1,6 °C comporterebbe un contributo della calotta glaciale all'innalzamento del livello globale del mare di soli 2,4 m nel lungo termine, mentre uno scioglimento completo della calotta, che porterebbe tale contributo a 6,9 m, si verificherebbe solo se le temperature rimanessero costantemente al di sopra di 2 °C. Lo studio suggerisce anche che le perdite di massa della calotta potrebbero essere scongiurate mantenendo il riscaldamento globale entro gli 0,6 °C e prevenendo qualsiasi aumento di concentrazione dell'anidride carbonica che facesse salire i valori al di sopra delle 300 parti per milione. Dall'articolo emerge anche che, se le l'intera calotta glaciale dovesse sciogliersi, non comincerebbe a ricostituirsi finché le temperature non scenderanno al di sotto dei livelli preindustriali.